# Platystele stenostachya
Platystele stenostachya är en orkidéart som först beskrevs av Heinrich Gustav Reichenbach, och fick sitt nu gällande namn av Leslie Andrew Garay. Platystele stenostachya ingår i släktet Platystele och familjen orkidéer. Inga underarter finns listade i Catalogue of Life.